# 安全輸送局
安全輸送局（あんぜんゆそうきょく、英語: Office of Secure Transportation、OST）は、アメリカ合衆国エネルギー省・国家核安全保障庁の下位部局であり、核兵器・核兵器部品および特殊な核物質の安全かつ確実な輸送の実施ならびにアメリカ合衆国の国家安全保障を支援するその他の任務を遂行することを任務とする機関である。

## 歴史
1947年以来、エネルギー省（DOE）とその前身の機関は、核兵器、核兵器部品および特殊な核物質を、各種の商業的輸送手段および公的輸送手段によって移動させてきた。
1960年代後半、世界的なテロリズムと暴力行為により、これらの物資の保護が見直されるようになった。その結果、輸送中における安全性とセキュリティを強化するために、包括的な新しい一連の規則と装備が開発された。1975年、エネルギー省（DOE）Albuquerque Operations Office内にTransportation Safeguards Division （TSD）が設立され、1990年代後半にOffice of Secure Transportation（OST）と改名された。
OSTは輸送装備を改良・再設計し、自衛力を効果的に強化するとともに、物資への不正アクセスを拒否する機能を導入した。この時期から、OSTは商用輸送システムを使用することをやめ、完全に連邦政府による運営に移行した。
1975年の設立以来、OSTはDOEの貨物を1億マイル以上にわたって輸送したが、死亡事故や放射性物質の漏出事故は発生していない。しかし、事故が皆無であったわけではなく、連続無事故記録13年を記録していた1996年11月、ネブラスカ州西部で車列が予想外の吹雪に遭遇した際には、車列のトレーラーが道路から滑り落ちて横転し、積載していた2発の核爆弾が衝突した。

## 運用
OSTの機密輸送は、貨物の保安と安全性を確保するため、目立たず秘密裏に行われるようになった。輸送車両と護衛車両を運行する職員は連邦捜査官である。OSTの年間予算は約2億5000万ドルである。

### 運送上の制限
OSTは、悪天候の期間中は護送車列が移動しないように配慮している。OSTはオペレーションセンターから気象を監視しており、気象チェックは2時間ごとに実行される。護送車列が悪天候に遭遇することが見込まれ、または実際に遭遇する場合、護送車列が事前に指定された施設に避難できる準備が整えられている。追加の予防措置として、OSTは、実際の速度制限がより緩やかな場合でも、護送車列に最大時速65マイル (105 km)の速度制限を課している。
OSTはすべての車両に寝台を設けているが、貨物に同行する連邦捜査官（運送担当者）は、合間に連続8時間静止したベッドで休むことなく連続32時間を超えて移動してはならないとされている。

### 人員
2017年現在、OSTは322人の運送担当捜査官を雇用している。退役軍人、特に元特殊作戦部隊の雇用を志向している。運送担当捜査官は、「不規則な勤務時間、個人的なリスクおよび悪天候への曝露」への対処に加えて、「必要に応じて、不審人物による保護対象物資の盗難、妨害行為および乗っ取りを防ぐために致命的な有形力を行使するよう求められる場合がある」とのことである。

### モニタリング
OSTは、ニューメキシコ州アルバカーキに全国的な通信システムを設置し運営している。Transportation and Emergency Control Center（TECC）として知られるこのシステムは、貨物の状態と位置を監視し、すべての車列と24時間リアルタイムの通信を維持する。TECCは護送車列支援の最前線である。
DOEは、積極的な連絡プログラムを通じて、米国本土にある連邦および州の対応組織の緊急連絡先リストを作成・管理している。護送車列に緊急事態が発生した場合、管制センターと適切な州機関との間にオープンな通信回線が確立される。これにより、現場からの情報を継続的に対応部隊に伝達することができる。
OSTは、法執行官がOST車両を停車させた場合の手順を確立している。連絡プログラムにより、法執行官は事故に巻き込まれたOST車両を識別することができ、連邦捜査官の行動を支援するために考慮すべき情報を得ることができる。
護送中の貨物を脅かす緊急事態が発生した場合、DOEはNational Security Area（NSA）を宣言し、その地域を一時的にDOE/NNSAの効果的な管理下に置く。NSAには、米国国内の地域であってDOEまたはNNSAの装備または物資を保護する目的で機密化、機微化および/または制限されたものをいう。現場の車列指揮官（Convoy Commander in Charge, CCIC）は、NSAの境界を指定し、物理的な障壁でそれをマークし、警告標識を掲示する。NSAの宣言は、NSA周辺地域における州および地方当局の責任（必要に応じた避難その他の保護措置の実施を含む）を軽減するものではない。

### 緊急対応
DOEには、緊急事態の解決のための緊急対応システムがあり、これには初期の通報、状況の監視と評価および他の機関との協力が含まれる。
Safe Secure Trailer（SST）またはSafeguards Transporter（SGT）が関与する車両事故の場合、地域機関（警察、保安官、州警察官、消防署など）は、連邦捜査官との最初の連絡の後、状況把握と最善の解決策を協議するため、CCICと面談することが求められる。

## 装備
2022年6月、OSTは、捜査官の装備としてZEV TechnologiesのOZ-9 X Combat（カスタムグロック）を採用することを発表した。